# Se og Hør
Se og Hør er et dansk ugeblad, der udgives af forlagskoncernen Aller Media. Indholdet har fra begyndelsen været præget af underholdningsbegivenheder og de kendte fra især medieverdenen, herunder privatlivs- og sladderstof.
Se og Hør udkom første gang i 1940 under navnet Det Ny Radioblad. I 1953 skiftede bladet navn til Se og Hør. Bladet begyndte nemlig at bringe udsendelsesoversigter fra det nystartede store medie, fjernsynet. Se og Hør var tidligere det største billedugeblad på det danske marked. I sin storhedsperiode op igennem 1980'erne og begyndelsen af 1990'erne solgte Se og Hør op mod 350.000 eksemplarer hver uge under ledelse af daværende chefredaktør Mogens E. Pedersen.
I 2014 kom det til offentlighedens kendskab, at Se og Hør havde betalt en IBM-systemoperatør, som arbejdede hos PBS/Nets, for at have udleveret kreditkortoplysninger om offentligt kendte danskere i perioden 2008-2012. Oplysningerne blev anvendt til artikler i Se og Hør.

## Chefredaktører
Kim Henningsen tiltrådte i juni 2009 som chefredaktør for Se og Hør.[kilde mangler] Han overtog posten efter Henrik Qvortrup, som i november 2008 forlod jobbet for at blive politisk redaktør på TV2. Henningsen fratrådte sin stilling i 2013 og blev afløst af Niels Pinborg.[kilde mangler]

## Oplagstal
Oplagstalene er ifølge Dansk Oplagskontrol
|           | 1. halvår 2009 | 1. halvår 2010 | 1. halvår 2011 | 1. halvår 2012 | 1. halvår 2013 | 2. halvår 2013 | 1. halvår 2014 |
| --------- | -------------- | -------------- | -------------- | -------------- | -------------- | -------------- | -------------- |
| Se og Hør | 169.152        | 158.875        | 148.406        | 133.325        | 116.977        | 112.957        | 98.852         |

I perioden 2009-14 er Se og Hørs oplag faldet så meget, at ugebladet placerer sig under 100.000 solgte eksemplarer pr. uge.

### Læsertal (udvalgte år)
|           | 2008 - 2009 | 2. halvår 2016 | 2. halvår 2017 | 2018    |
| --------- | ----------- | -------------- | -------------- | ------- |
| Se og Hør | 743.000     | 395.000        | 352.000        | 332.000 |

Fra 2. halvår 2016 til 2. halvår 2017 mistede ugebladet 11 procent af læserne.
Se og Hør har mistet 52 % af sine læsere i perioden 2010 - 2018.

## Beskyldninger om lovovertrædelser
Den 29. april 2014 udgav forlaget Bogkompagniet romanen Livet, det forbandede skrevet af den tidligere Se og Hør-journalist Ken B. Rasmussen.[kilde mangler] I romanen beskrives et ugeblad "Set og Hørt", der minder en del om Se og Hør, ligesom det beskrives, hvorledes "Set og Hørt" benytter sig af ulovligt indkøbte oplysninger om kendtes brug af kreditkort.[kilde mangler] Dagbladet B.T. skrev i en række artikler, at oplysningerne om indkøb af sådanne kreditkortoplysninger også foregik på Se og Hør i en flereårig periode, hvorfor udgivelsen af romanen rejste en mediestorm. Aller Press og Se og Hør har benægtet at være bekendt med en sådan praksis i Se og Hør.